# Shot at Dawn Memorial

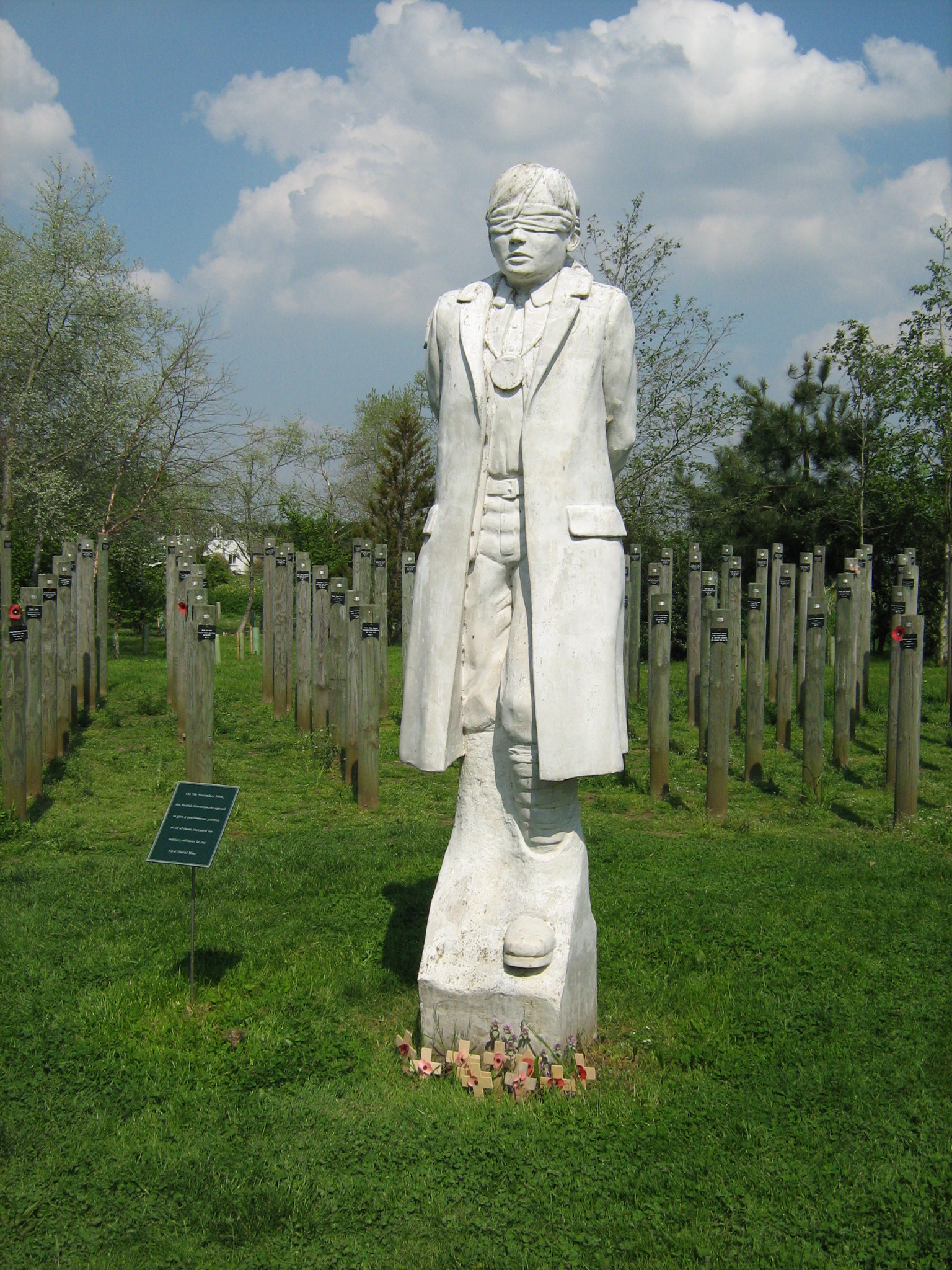
Le monument.

Le  Shot at dawn memorial est un monument qui commémore les 306 soldats britanniques et du Commonwealth fusillés pour l'exemple qui furent exécutés durant la Première Guerre mondiale. Ils le furent pour désertion et lâcheté après avoir été condamnés par une cour martiale ; ils ont été réhabilités depuis. 
Le monument a été inauguré, sur la base d'une sculpture d'Andy De Comyn, le 21 juin 2001 dans le National Memorial Arboretum (en) près d'Alrewas, Lichfield. Il y a 307 poteaux en bois qui portent les noms des exécutés et la statue au premier plan.